# Liste der Kulturdenkmäler in Baustert
In der Liste der Kulturdenkmäler in Baustert sind alle Kulturdenkmäler der rheinland-pfälzischen Ortsgemeinde Baustert aufgeführt. Grundlage ist die Denkmalliste des Landes Rheinland-Pfalz (Stand: 27. Juni 2022).

## Denkmalzonen
| Bezeichnung               | Lage                                        | Baujahr                            | Beschreibung | Bild                           |
| ------------------------- | ------------------------------------------- | ---------------------------------- | --- | ------------------------------ |
| Denkmalzone Brunnenstraße | Brunnenstraße 2–6 Lage                      | zweite Hälfte des 19. Jahrhunderts | ursprünglich erhaltener Abschnitt der Brunnenstraße zwischen der Abzweigung der Straße Im Eck und der Einmündung in die Neustraße mit Hofanlagen aus der zweiten Hälfte des 19. Jahrhunderts: Nr. 2 Winkelhof, und Nr. 3 Scheune, bezeichnet 1853, beide ortsbildprägend; Nr. 3 mit späthistoristischem Wohnhaus; Nr. 4, 5 und 6 Streckhöfe, Nr. 5 bezeichnet 1896 | weitere Bilder Fotos hochladen |
| Denkmalzone Bruchweg      | Bruchweg 2, 4 und neben Kirchstraße 18 Lage | 19. Jahrhundert                    | ortsbildprägende Häusergruppe beim Zusammentreffen von vier Straßen bestehend aus Hofanlagen und der ehemaligen Schule; Wohnhaus, bezeichnet 1827, Stall (2019 abgebrochen), Streckhof und ehemalige Schule, 1862 | weitere Bilder Fotos hochladen |

## Einzeldenkmäler
| Bezeichnung                         | Lage                                       | Baujahr                              | Beschreibung | Bild                           |
| ----------------------------------- | ------------------------------------------ | ------------------------------------ | --- | ------------------------------ |
| Wegekreuz                           | Bruchweg, gegenüber Nr. 2 Lage             | 1727                                 | Schaftkreuz, bezeichnet 1727 | weitere Bilder Fotos hochladen |
| Hofanlage                           | Bruchweg 4 Lage                            | zweites Viertel des 19. Jahrhunderts | Streckhof; ehemaliges Wohnstallgebäude, zweites Viertel des 19. Jahrhunderts, niedrigere Stallungen, Scheune | weitere Bilder Fotos hochladen |
| Hofanlage                           | Brunnenstraße 6 Lage                       | 1851                                 | Streckhof; Unterstallhaus, bezeichnet 1851 | weitere Bilder Fotos hochladen |
| Wegekreuz                           | Feilsdorfer Straße, vor Nr. 1 Lage         | 1685                                 | reliefierter Schaft, zwei Nischen, bezeichnet 1685 | weitere Bilder Fotos hochladen |
| Hofanlage                           | Feilsdorfer Straße 4 Lage                  | 1791                                 | Winkelhof; Quereinhaus, bezeichnet 1791, jüngere Nebengebäude | weitere Bilder Fotos hochladen |
| Hofanlage                           | Hiseler Straße 1 Lage                      | Mitte des 19. Jahrhunderts           | Streckhof; Wohnhaus aus der Mitte des 19. Jahrhunderts, später wohl erweitert, Stallungen und Scheune jünger | weitere Bilder Fotos hochladen |
| Wohnhaus                            | Hofstraße 1 Lage                           | 1847                                 | großvolumiges Wohnhaus, bezeichnet 1847; im Heuboden Spolie, bezeichnet 1726 | weitere Bilder Fotos hochladen |
| Portal                              | Kirchstraße, an Nr. 12 Lage                | 1883                                 | klassizistische Türrahmung mit Supraporte, bezeichnet 1883 | Fotos hochladen                |
| Schulhaus                           | Kirchstraße, neben Nr. 18 Lage             | 1862                                 | ehemalige Schule; zwei- bis dreigeschossiger Rotsandsteinquaderbau, 1862, Architekt Kreisbaumeister Wolff | weitere Bilder Fotos hochladen |
| Wegekreuz                           | Kreuzberg, vor Nr. 1 Lage                  | 1640                                 | Wegekreuz, Rotsandstein, bezeichnet 1640 | weitere Bilder Fotos hochladen |
| Katholische Pfarrkirche St. Maximin | Maximinstraße Lage                         | 1900–10                              | neuromanischer Turm, 1900–10, Architekt Josef Kleesattel, Düsseldorf; Rotsandsteinquaderbau, 1965–67, Architekt Hans Geimer, Bitburg; mit Ausstattung | weitere Bilder Fotos hochladen |
| Votivkapelle                        | nordwestlich des Ortes bei Berghausen Lage | 1766                                 | Die Kapelle war aus Dank für die erbetene Geburt eines Kindes errichtet worden. Kleiner, fast quadratischer Grundriss mit dreiseitigem Chorschluss. Das ursprüngliche Kapellengebäude an der K 65 wurde 1985 um etwa 150 Meter nach Nordosten versetzt. Man errichtete die Votivkapelle am neuen Standort als exakte Kopie unter Verwendung alter Werksteine und der originalen Eichentür. Das ebenfalls originale Türeingangs-Gewand aus Sandstein trägt im Keilstein des Bogenscheitels die Datierung 1766. | weitere Bilder Fotos hochladen |
| Wegekreuz                           | südwestlich des Ortes an der K 9 Lage      | 1717                                 | Nischenkreuz, bezeichnet 1717, Abschlusskreuz bezeichnet 1944 | weitere Bilder Fotos hochladen |
| Unfallkreuz                         | westlich des Ortes an der K 10 Lage        | nach 1900                            | Unfallkreuz, kurz nach 1900 | weitere Bilder Fotos hochladen |

## Ehemalige Kulturdenkmäler
| Bezeichnung            | Lage                 | Baujahr                            | Beschreibung | Bild                           |
| ---------------------- | -------------------- | ---------------------------------- | --- | ------------------------------ |
| Denkmalzone Eisenknapp | Eisenknapp 1, 6 Lage | zweite Hälfte des 19. Jahrhunderts | ortsbildprägende Häusergruppe bei der Abzweigung der Hofstraße mit Hofanlagen aus der zweiten Hälfte des 19. Jahrhunderts: Nr. 1 Flurküchenhaus, Nr. 6 bezeichnet 1868; Nr. 6 abgebrochen, Denkmalzone aus Denkmalliste gelöscht | weitere Bilder Fotos hochladen |